# Lijst van Europese kampioenen tijdrijden bij het baanwielrennen
De Tijdrit staat op het programma van het Europese kampioenschap baanwielrennen sinds 2014. De mannen rijden over een afstand van 1000 meter, de vrouwen rijden 500 meter.

## Mannen
| Jaar | Goud              | Zilver                    | Brons               |
| 2014 | Callum Skinner    | Joachim Eilers            | Quentin Lafargue    |
| 2015 | Jeffrey Hoogland  | Joachim Eilers            | Robin Wagner        |
| 2016 | Quentin Lafargue  | Eric Engler               | Tomáš Bábek         |
| 2017 | Jeffrey Hoogland  | Joachim Eilers            | Quentin Lafargue    |
| 2018 | Matthijs Büchli   | Joachim Eilers            | Sam Ligtlee         |
| 2019 | Quentin Lafargue  | Theo Bos                  | Michaël D'Almeida   |
| 2020 | Tomáš Bábek       | Ethan Vernon              | Jonathan Milan      |
| 2021 | Jeffrey Hoogland  | Sam Ligtlee               | Patryk Rajkowski    |
| 2022 | Melvin Landerneau | Matteo Bianchi            | Maximilian Dörnbach |
| 2023 | Jeffrey Hoogland  | Alejandro Martinez Chorro | Maximilian Dörnbach |
| 2024 | Matteo Bianchi    | Daan Kool                 | Melvin Landerneau   |
| 2025 | Matteo Bianchi    | Maximilian Dörnbach       | David Peterka       |

## Dames
| Jaar | Goud              | Zilver                   | Brons             |
| 2014 | Anastasia Vojnova | Elis Ligtlee             | Miriam Welte      |
| 2015 | Anastasia Vojnova | Elis Ligtlee             | Darja Sjmeleva    |
| 2016 | Darja Sjmeleva    | Pauline Grabosch         | Anastasia Vojnova |
| 2017 | Miriam Welte      | Pauline Grabosch         | Darja Sjmeleva    |
| 2018 | Darja Sjmeleva    | Olena Starikova          | Miriam Welte      |
| 2019 | Anastasia Vojnova | Darja Sjmeleva           | Olena Starikova   |
| 2020 | Darja Sjmeleva    | Anastasia Vojnova        | Olena Starikova   |
| 2021 | Darja Sjmeleva    | Pauline Grabosch         | Yana Tyshchenko   |
| 2022 | Emma Hinze        | Olena Starikova          | Miriam Vece       |
| 2023 | Emma Hinze        | Taky Marie-Divine Kouamé | Hetty van de Wouw |
| 2024 | Katy Marchant     | Taky Marie-Divine Kouamé | Pauline Grabosch  |
| 2025 | Hetty van de Wouw | Martina Fidanza          | Clara Schneider   |

Edities

2010 ·
2011 ·
2012 · 
2013 · 
2014 · 
2015 · 
2016 · 
2017 · 
2018 · 
2019 · 
2020 ·
2021 ·
2022 ·
2023 ·
2024 ·
2025 ·
2026

Onderdelen

Achtervolging (individueel) · 
afvalkoers · 
keirin · 
koppelkoers · 
omnium · 
ploegenachtervolging · 
puntenkoers · 
scratch · 
sprint · 
teamsprint ·  
tijdrijden

Voormalig:
derny ·
stayeren ·
tandem